# سفارة الغابون لدى السعودية
سفارة الغابون لدى السعودية هي الممثلية الدبلوماسية العليا لدولة الغابون لدى المملكة العربية السعودية. تقع السفارة في حي المرسلات في الرياض.